# Стійка шульги

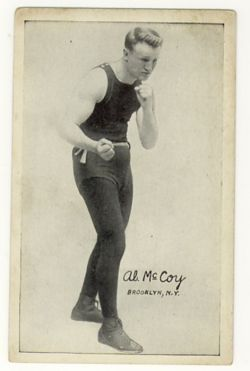
Аль Маккой, чемпіон світу 1910-х років, демонструє стійку шульги, виставивши праву руку та праву ногу вперед

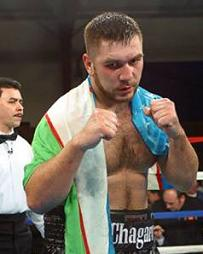
Руслан Чагаєв у стійці шульги

Сті́йка шульги́ (англ. southpaw stance) — бойова позиція у боксі та деяких інших видах спорту, в якій боєць виставляє праву руку і праву ногу вперед, завдаючи ударів правою рукою (джеб) і завершуючи атаки лівою (крос, хук). Це стандартна стійка для боксера-шульги (лівші). Відповідна боксерська позиція для правші називається ортодоксальною і зазвичай є дзеркальним відображенням стійки шульги. В американському варіанті англійської мови слово southpaw (дослівно «південна лапа») загалом означає шульгу.
Хоча існує багато теорій про переваги шульг у спорті, численні дослідження не виявили значного впливу на професійному рівні.

## Походження терміна
Словник The American Heritage Dictionary of the English Language посилається на поширену думку, що слово southpaw виникло «з практики в бейсболі розташовувати майданчик так, щоб беттер стояв обличчям на схід, аби уникнути післяобіднього сонця». Хоча багато хто стверджує, що термін виник через орієнтацію бейсбольних полів, щоб сонце не світило в очі гравцям, і в результаті ліва рука пітчера-шульги знаходилася з південного боку, цей термін використовувався за десятиліття до цього для позначення чогось «незвичайного».

## Список боксерів зі стійкою шульги
Це список боксерів, які використовують стійку шульги. 
| Ім'я                  | Рік народження | Рік смерті | Країна народження | Вагова категорія | Посилання |
| --------------------- | -------------- | ---------- | ----------------- | --- | --------- |
| Вільям Абелян         | 1978           |            | Вірменія          | Напівлегка вага | [ 8 ]     |
| Ільяс Аббаді          | 1992           |            | Алжир             | Напівсередня вага, середня вага |           |
| Харітон Агрба         |                |            | Росія             | Перша напівсередня вага, напівсередня вага |           |
| Муроджон Ахмадалієв   | 1994           |            | Узбекистан        | Друга найлегша вага | [ 9 ]     |
| Аарон Аламеда         | 1993           |            | Мексика           | Друга найлегша вага | [ 10 ]    |
| Вільсон Алькорро      | 1974           |            | Колумбія          | Перша напівсередня вага, легка вага, друга напівлегка вага, напівлегка вага                                                                                                 | [ 11 ]    |
| Мурад Алієв           | 1995           |            | Росія             | Надважка вага | [ 12 ]    |
| Леннокс Аллен         | 1985           |            | Гаяна             | Друга середня вага | [ 13 ]    |
| Михайло Алоян         | 1988           |            | Росія             | Друга легша вага, легша вага | [ 14 ]    |
| Чар Амонсот           | 1985           |            | Філіппіни         | Перша напівсередня вага, легка вага, друга напівлегка вага, напівлегка вага                                                                                                 | [ 15 ]    |
| Деметріус Ендред      | 1988           |            | США               | Перша середня вага, середня вага, друга середня вага | [ 16 ]    |
| Дейв Аполінаріо       | 1999           |            | Філіппіни         | Найлегша вага | [ 17 ]    |
| Чад Акіно             | 1982           |            | США               | Напівсередня вага | [ 18 ]    |
| Ніхіто Аракава        | 1981           |            | Японія            | Легка вага | [ 19 ]    |
| Крістіан Аранета      | 1995           |            | Філіппіни         | Перша найлегша вага | [ 20 ]    |
| Бруно Аркарі          | 1942           |            | Італія            | Перша напівсередня вага | [ 21 ]    |
| Майк Арнаутіс         | 1979           |            | Греція            | Перша напівсередня вага, напівсередня вага | [ 22 ]    |
| Макджо Арройо         | 1985           |            | Пуерто-Рико       | Друга легша вага | [ 23 ]    |
| Фірат Арслан          | 1970           |            | Німеччина         | Перша важка вага | [ 24 ]    |
| Каррісс Артінгстол    | 1994           |            | Велика Британія   | Напівлегка вага | [ 25 ]    |
| Роммель Асенхо        | 1988           |            | Філіппіни         | Мінімальна вага, перша найлегша вага, найлегша вага | [ 26 ]    |
| Алісія Ешлі           | 1967           |            | США               | Друга легша вага, легша вага, друга найлегша вага, напівлегка вага, друга напівлегка вага                                                                                   | [ 27 ]    |
| Брахім Аслум          | 1979           |            | Франція           | Перша найлегша вага, найлегша вага | [ 28 ]    |
| Тім Остін             | 1971           |            | США               | Легша вага | [ 29 ]    |
| Полі Аяла             | 1970           |            | США               | Легша вага, друга найлегша вага, напівлегка вага | [ 30 ]    |
| Карл Бейкер           | 1982           |            | Велика Британія   | Важка вага | [ 31 ]    |
| Карой Балжаї          | 1979           |            | Угорщина          | Друга середня вага | [ 32 ]    |
| Ей Джей Банал         | 1988           |            | Філіппіни         | Друга найлегша вага, легша вага, друга легша вага | [ 33 ]    |
| Пол Бенк              | 1964           |            | США               | Друга найлегша вага | [ 34 ]    |
| Келсі Бенкс           | 1965           |            | США               | Напівлегка вага | [ 35 ]    |
| Карлос Баррето        | 1976           | 1999       | Венесуела         | Друга найлегша вага | [ 36 ]    |
| Ісмаель Барросо       | 1983           |            | Венесуела         | Легка вага, перша напівсередня вага, напівсередня вага | [ 37 ]    |
| Берт Батаванг         | 1971           |            | Філіппіни         | Перша найлегша вага | [ 38 ]    |
| Маркус Беєр           | 1971           | 2018       | Німеччина         | Перша середня вага, друга середня вага | [ 39 ]    |
| Джек Боделл           | 1940           | 2016       | Велика Британія   | Напівважка вага, важка вага | [ 40 ]    |
| Лучіан Буте           | 1980           |            | Румунія           | Друга середня вага, напівважка вага | [ 41 ]    |
| Кріс Берд             | 1970           |            | США               | Напівважка вага, важка вага | [ 39 ]    |
| Джо Кальзаге          | 1972           |            | Уельс             | Друга середня вага, напівважка вага |           |
| Ектор Камачо          | 1962           | 2012       | Пуерто-Рико       | Середня вага |           |
| Майкл Каррут          | 1967           |            | Ірландія          | Перша середня вага |           |
| Джек Каттеролл        | 1993           |            | Англія            | Перша напівсередня вага, напівсередня вага | [ 42 ]    |
| Руслан Чагаєв         | 1978           |            | Узбекистан        | Важка вага |           |
| Рахім Чахкієв         | 1983           |            | Росія             | Перша важка вага |           |
| Марк Чемберлен        | 1999           |            | Англія            | Середня вага | [ 43 ]    |
| Луїс Коллазо          | 1981           |            | США               | Напівсередня вага |           |
| Янг Корбетт III       | 1905           | 1993       | США               | Напівсередня вага, середня вага | [ 44 ]    |
| Брендон Даорд         | 1997           |            | Англія            | Друга легша вага, найлегша вага | [ 45 ]    |
| Джервонта Девіс       | 1994           |            | США               | Друга напівлегка вага, легка вага, перша напівсередня вага |           |
| Джеймс Дегейл         | 1986           |            | Велика Британія   | Друга середня вага |           |
| Тайлер Денні          | 1991           |            | Англія            | Середня вага | [ 46 ]    |
| Джазза Діккенс        | 1991           |            | Англія            | Друга найлегша вага, напівлегка вага, друга напівлегка вага | [ 47 ]    |
| Фредді Гілрой         | 1936           | 2016       | Ірландія          | Легша вага |           |
| Роберт Герреро        | 1983           |            | США               | Напівсередня вага |           |
| Марвін Гаглер         | 1954           | 2021       | США               | Середня вага | [ 48 ]    |
| Насім Хамед           | 1974           |            | Англія            | Напівлегка вага, друга найлегша вага, легша вага |           |
| Одлі Гаррісон         | 1971           |            | Англія            | Важка вага |           |
| Джон Хеджес           | 2002           |            | Англія            | Перша важка вага | [ 49 ]    |
| Джо Гіпп              | 1962           |            | США               | Важка вага |           |
| Реджі Джонсон         | 1966           |            | США               | Середня вага, напівважка вага | [ 48 ]    |
| Заб Джуда             | 1977           |            | США               | Перша напівсередня вага, напівсередня вага, перша середня вага |           |
| Юко Курокі            | 1991           |            | Японія            | Перша мінімальна вага, мінімальна вага | [ 50 ]    |
| Ерісланді Лара        | 1983           |            | Куба              | Перша середня вага |           |
| Денис Лебедєв         | 1979           |            | Росія             | Перша важка вага |           |
| Енді Лі               | 1984           |            | Ірландія          | Середня вага |           |
| Дженніфер Лехейн      | 1998           |            | Ірландія          | Легша вага | [ 51 ]    |
| Даніель Понсе де Леон | 1980           |            | Мексика           | Друга найлегша вага, напівлегка вага, друга напівлегка вага |           |
| Рафаель Лімон         | 1954           |            | Мексика           | Друга напівлегка вага | [ 48 ]    |
| Василь Ломаченко      | 1988           |            | Україна           | Напівлегка вага, друга напівлегка вага, легка вага |           |
| Браян Макгі           | 1975           |            | Ірландія          | Друга середня вага |           |
| Серхіо Мартінес       | 1975           |            | Аргентина         | Середня вага |           |
| Генрі Маске           | 1964           |            | Німеччина         | Напівважка вага |           |
| Шон Маккомб           | 1992           |            | Ірландія          | Перша напівсередня вага | [ 52 ]    |
| Конор Мак-Грегор      | 1988           |            | Ірландія          | Перша середня вага |           |
| Пітер Макгрейл        | 1996           |            | Англія            | Друга найлегша вага | [ 53 ]    |
| Фредді Міллер         | 1911           | 1962       | США               | Напівлегка вага | [ 48 ]    |
| Шармба Мітчелл        | 1970           |            | США               | Перша напівсередня вага |           |
| Майкл Мурер           | 1967           |            | США               | Важка вага |           |
| Скай Ніколсон         | 1995           |            | Австралія         | Напівлегка вага | [ 54 ]    |
| Луїс Ортіс            | 1979           |            | Куба              | Важка вага |           |
| Віктор Ортіс          | 1987           |            | США               | Напівсередня вага, перша напівсередня вага |           |
| Менні Пак'яо          | 1978           |            | Філіппіни         | Перша найлегша вага, найлегша вага, друга найлегша вага, напівлегка вага, друга напівлегка вага, легка вага, перша напівсередня вага, напівсередня вага, перша середня вага | [ 55 ]    |
| Ласло Папп            | 1926           | 2003       | Угорщина          | Середня вага |           |
| Джекі Патерсон        | 1920           | 1966       | Шотландія         | Найлегша вага, легша вага | [ 48 ]    |
| Джиммі Сейнс          | 2000           |            | Англія            | Середня вага | [ 56 ]    |
| Коррі Сандерс         | 1966           | 2012       | ПАР               | Важка вага |           |
| Біллі Джо Сондерс     | 1989           |            | Велика Британія   | Середня вага, друга середня вага |           |
| Еррол Спенс-молодший  | 1990           |            | США               | Напівсередня вага |           |
| Адоніс Стівенсон      | 1977           |            | Гаїті             | Друга середня вага, напівважка вага | [ 57 ]    |
| Карлі Скеллі          | 1986           |            | Англія            | Легша вага, друга найлегша вага | [ 58 ]    |
| Джош Тейлор           | 1991           |            | Шотландія         | Перша напівсередня вага |           |
| Таммара Тібо          | 1996           |            | Канада            | Середня вага | [ 59 ]    |
| Шакіл Томпсон         | 1997           |            | Англія            | Середня вага | [ 60 ]    |
| Костянтин Урсу        | 2000           |            | Румунія           | Напівсередня вага | [ 61 ]    |
| Олександр Усик        | 1987           |            | Україна           | Перша важка вага, важка вага |           |
| Едвін Валеро          | 1981           | 2010       | Венесуела         | Легка вага, друга напівлегка вага |           |
| Бен Вон               | 1999           |            | Англія            | Напівсередня вага | [ 62 ]    |
| Джорджіо Візіолі      | 2003           |            | Англія            | Друга напівлегка вага, легка вага | [ 63 ]    |
| Джером Ворбертон      | 1995           |            | Уельс             | Середня вага | [ 64 ]    |
| Пернелл Вітакер       | 1964           | 2019       | США               | Легка вага, напівсередня вага | [ 48 ]    |
| Суміре Яманака        | 2001           |            | Японія            | Перша мінімальна вага | [ 65 ]    |
| Іван Дзукко           | 1995           |            | Італія            | Друга середня вага | [ 66 ]    |